# Пристигането на влака
„Пристигането на влака“ (френски: L'arrivée d'un train à La Ciotat) е френски късометражен документален ням филм, заснет от продуцентите и режисьори Огюст и Луи Люмиер в края на 1895 година и показан за първи път пред публика през януари 1896 година.

## Сюжет
Филмът показва навлизането на влак, теглен от парен локомотив в гарата на френския крайбрежен град Ла Сиота, родно място на братята Люмиер. Камерата е заснела посрещачи, които стоят на перона в очакване на влака. Той влиза в гарата, спира и пътниците започват да слизат от самостоятелно обособените купета във вагоните, подпомагани от посрещачите.

## Продукция
Снимките на филма протичат към края на 1895 година на гарата в град Ла Сиота. Камерата е била позиционирана стационарно, гледайки перона по диагонал, което създава илюзията, че пристигащият влак ще излезе от екрана.

## Интересни факти
- Филмът е асоцииран с една градска легенда, добре известна в света на киното. Тя разказва, че когато за първи път е бил излъчен пред публика (25 януари 1896 година), зрителите са били толкова много изумени от движещото се изображение на влак в пълен размер, идващ директно срещу тях, че са се разбягали, пищейки към задната част на салона.

- Противно на една друга легенда, филма не е бил включен в програмата на първия комерсиален киносеанс на братята Люмиер, състоял се на 28 декември 1895 година в сутерена на „Гранд Кафе“ на „Булеварда на капуцините“ в Париж.
- През 2020 г. беше създадена мащабирана и озвучена версия на класически B&W филм: Пристигане на влак в La Ciotat, Братята Люмиер, 1896 г. в 4K резолюция и 60 fps.